# Manuel Arredondo y Pelegrín
Manuel Antonio Arredondo y Pelegrín (XVIII secolo – 1821) è stato un militare, magistrato, e amministratore coloniale spagnolo in Perù ed Ecuador. Nel 1801, per breve tempo, fu viceré del Perù ad interim.

## Biografia
Arredondo giunse in Perù nel 1779 come oidor (giudice) della Audiencia di Lima. Assistette in prima persona all'insurrezione di Túpac Amaru II, che scoppiò nel novembre dell'anno seguente. Túpac Amaru fu sconfitto nel gennaio del 1801 e giustiziato in maggio.
Nel 1786 Arredondo fu nominato reggente della Audiencia, e poco tempo dopo capitano generale del vicereame. Nel 1808 gli fu concesso il titolo di marchese di San Juan Nepomuceno.
Alla morte del viceré Ambrosio O'Higgins a Lima, avvenuta il 19 marzo 1801, Arredondo assunse l'incarico di viceré ad interime (essendo a  capo della Audiencia). Rimase viceré fino al 5 novembre 1801, quando Gabriel de Avilés assunse l'incarico.
La rivolta di Túpac Amaru non fu la sola che Arredondo dovette affrontare mentre era amministratore in Perù.
Una nuova ribellione scoppiò a Quito il 10 agosto 1809 in risposta alla nomina del fratello di Napoleone, Giuseppe Bonaparte, come re di Spagna avvenuta l'anno precedente. Fu nominata una junta di governo (la seconda di Quito), ma il viceré del Perù, José Fernando de Abascal y Sousa, inviò il colonnello Arredondo con uno squadrone per sedare la rivolta. Quito in quel periodo non faceva parte del vicereame del Perù, ma di quello della Nuova Granada. Arredondo riuscì a sedare l'insurrezione, entrando a Quito il 24 novembre 1809. Il precedente governo fu restaurato. Si rifiutò di onorare la promessa fatta riguardo ad un'amnistia dei ribelli, ed iniziò una dura repressione.
Arredondo si sposò due volte, la prima con Juana Micheo Jiménez y Lobatón, la seconda con Juana Erze, vedova di Juan Fulgencio Apesteguía, marchese di Torrehermosa, ricco proprietario di Ica. La relazione con Juana Erze iniziò prima della morte dei relativi coniugi; gli Apesteguía avevano già avuto due figlie entrambe brutte e non intelligenti. A causa del simpatizzare di Apesteguía con la causa indipendentista, Arredondo lo denunciò al viceré Abascal, il quale lo arrestò e lo deportò in Spagna, dove morì. Durante il matrimonio tra Arredondo e Juana Erze morirono entrambe le figlie, forse a causa di un avvelenamento per il quale alcuni accusarono Arredondo, nonostante non ci fossero prove. La seconda moglie morì presto, depressa a causa della morte delle figlie.
Arredondo quindi non lasciò eredi, ed il nipote brigadiere Manuel Arredondo y Miaño ereditò il titolo ma non la proprietà Montalván (originariamente appartenuta al marchese di Torrehermosa), la quale fu confiscata dal governo indipendente dopo la morte di Antonio del 1821.